# Pseudodiscula mali
Pseudodiscula mali är en svampart som först beskrevs av Giacopo Bresàdola, och fick sitt nu gällande namn av B. Sutton 1977. Pseudodiscula mali ingår i släktet Pseudodiscula, divisionen sporsäcksvampar och riket svampar.   Inga underarter finns listade i Catalogue of Life.